# La Farce
Pour les articles homonymes, voir La Farce (homonymie).
La Farce (sous- titrée Mémoire d'un farceur) est une nouvelle de Guy de Maupassant, parue en 1883.

## Historique
La Farce est initialement publiée dans la revue Gil Blas du 18 décembre 1883, sous le pseudonyme de Maufrigneuse, puis dans le recueil posthume Le Colporteur en 1900.

## Résumé
Le narrateur qui se définit comme un farceur raconte la dernière farce dont il a été la victime. Invité dans un château de Picardie, il avait été reçu fastueusement et avec une gaité excessive qui éveille ses soupçons. La soirée se passe normalement, il va se coucher et cherche partout d’où la farce va venir. Les chandelles, le lit, le sommier, il ne trouve rien, aussi il préfère tirer le matelas au centre de la pièce pour dormir en paix. Il est réveillé par un corps qui lui tombe dessus et reçoit un liquide brulant, c’est le valet qui lui amenait le thé du matin, les précautions qu’il avait pris pour échapper à la farce avait créé la farce.
Il se remémore la première farce qu’il ait faite, il avait quinze ans et était en vacances dans le château familial en Picardie. Mme Dufour, une vieille dame d’Amiens l’avait pris en grippe, pour se venger il verse dans son pot de chambre vide du phosphure de calcium, ce produit à la faculté de s’enflammer au contact d’un liquide.
Quand elle utilise le pot de chambre avant d’aller se coucher, celui-ci s’enflamme, la vieille dame pousse un cri en croyant que ce feu sortait d’elle.

## Éditions
- La Farce, dans Maupassant, Contes et Nouvelles, tome I, texte établi et annoté par Louis Forestier, éditions Gallimard, Bibliothèque de la Pléiade, 1974  (ISBN 978-2-07-010805-3).
- La Farce, dans Maupassant, Contes du jour et de la nuit, seconde édition augmentée de 1887.
- La Farce, dans Maupassant, Le Colporteur, 1900, édition posthume par Paul Ollendorff.